# رئيس ليتوانيا
رئيس جمهورية ليتوانيا (Lietuvos Respublikos Prezidentas) هو رئيس الدولة في جمهورية ليتوانيا. يوجه الرئيس ويعين الفرع التنفيذي لحكومة ليتوانيا، ويمثل الدولة على المستوى الدولي، ويشغل منصب القائد الأعلى للقوات المسلحة الليتوانية. يتم انتخاب الرئيس مباشرة من قبل مواطني ليتوانيا لفترة ولاية مدتها خمس سنوات، مع تقييد شاغل المنصب بفترتين متتاليتين فقط. الرئيس الحالي هو جيتاناس ناوسيدا الذي تولى منصبه في 12 يوليو 2019.

## الأهلية
لكي يكون المرشح مؤهلاً للانتخاب، يجب أن يكون عمره 40 عامًا على الأقل في يوم الانتخاب وأن يكون مقيماً في ليتوانيا لمدة لا تقل عن ثلاث سنوات، بالإضافة إلى استيفاء معايير الأهلية لعضو البرلمان. لا يمكن انتخاب شخص تمت إزالته من منصبه عبر العزل بسبب انتهاك الدستور أو القسم الرئاسي.

## الصلاحيات
يتمتع رئيس ليتوانيا بسلطة تنفيذية أكبر إلى حد ما من نظرائه في دولتي إستونيا ولاتفيا المجاورتين؛ وظيفة الرئيس الليتواني تشبه إلى حد كبير وظيفة رؤساء فرنسا ورومانيا. على غرارهم، ولكن على عكس الرؤساء في النظام الرئاسي الكامل مثل الولايات المتحدة، يتمتع الرئيس الليتواني بأكبر قدر من السلطة في الشؤون الخارجية. بالإضافة إلى الصلاحيات الدبلوماسية المعتادة لرؤساء الدول، مثل استلام أوراق اعتماد السفراء الأجانب وتوقيع المعاهدات، يحدد الرئيس المبادئ التوجيهية الأساسية لسياسة ليتوانيا الخارجية. كما أن الرئيس هو القائد الأعلى للقوات المسلحة الليتوانية، وبالتالي يرأس مجلس الدفاع الوطني وله الحق في تعيين رئيس الدفاع (بموافقة البرلمان).
للرئيس أيضًا دور مهم في السياسة الداخلية، حيث يتمتع بالحق في تقديم مشاريع قوانين إلى البرلمان (السيماس) وحق النقض (الفيتو) على القوانين التي يقرها، وتعيين رئيس الوزراء والموافقة على الحكومة التي يشكلها، بالإضافة إلى الحق في حل البرلمان والدعوة إلى انتخابات مبكرة بعد نجاح تصويت بحجب الثقة أو إذا رفض البرلمان الموافقة على ميزانية الحكومة خلال ستين يومًا. ومع ذلك، يمكن للبرلمان التالي المنتخب أن يرد بالدعوة إلى انتخابات رئاسية مبكرة.
أخيرًا، يضمن الرئيس فعالية القضاء، حيث يتحمل مسؤولية ترشيح ثلث قضاة المحكمة الدستورية، وجميع قضاة المحكمة العليا، لتعيينهم من قبل البرلمان؛ كما يتمتع الرئيس بالحق في تعيين جميع القضاة الآخرين مباشرة.

## الانتخابات
بموجب دستور ليتوانيا الذي تم اعتماده في عام 1992، يتم انتخاب الرئيس لفترة ولاية مدتها خمس سنوات بموجب نظام من جولتين معدل: يتطلب المرشح أغلبية مطلقة من الأصوات وأن تكون نسبة المشاركة في التصويت أعلى من 50% أو أن تكون حصته من الأصوات تعادل ثلث عدد الناخبين المسجلين على الأقل للفوز في الجولة الأولى. إذا لم يفز أي مرشح بذلك، يتنافس المرشحان اللذان حصلا على أعلى الأصوات في جولة ثانية تعقد بعد أسبوعين. عند تولي المنصب، يجب على الرئيس تعليق أي عضوية رسمية في حزب سياسي.
إذا توفي الرئيس أو أصبح عاجزًا أثناء توليه المنصب، يتولى رئيس البرلمان (السيماس) المنصب حتى يتم تنصيب رئيس جديد بعد إجراء انتخابات جديدة.

## قائمة الرؤساء
| الرقم | الصورة                | الاسم (الميلاد–الوفاة)             | الانتخابات            | بداية المنصب          | نهاية المنصب          | الانتماء/ملاحظات                                                                                      |
| رئيس جمهورية ليتوانيا | رئيس جمهورية ليتوانيا | رئيس جمهورية ليتوانيا              | رئيس جمهورية ليتوانيا | رئيس جمهورية ليتوانيا | رئيس جمهورية ليتوانيا | رئيس جمهورية ليتوانيا                                                                                 |
| --- | --------------------- | ---------------------------------- | --------------------- | --------------------- | --------------------- | --- |
| 1 |                       | أنتاناس سميتونا (1874–1944)        | 1919                  | 4 أبريل 1919          | 19 يونيو 1920         | أول رئيس لجمهورية ليتوانيا.                                                                           |
| رئيس الجمعية التأسيسية ألكساندروس ستولجينسكيس شغل منصب الرئيس بالإنابة من 19 يونيو 1920 إلى 21 ديسمبر 1922. |                       |                                    |                       |                       |                       | |
| 2 |                       | ألكساندروس ستولجينسكيس (1885–1969) | 1922                  | 21 ديسمبر 1922        | 7 يونيو 1926          | |
| 3 |                       | كازيس جرينيوس (1866–1950)          | 1926                  | 7 يونيو 1926          | 18 ديسمبر 1926        | آخر رئيس منتخب ديمقراطيًا لجمهورية ليتوانيا خلال فترة ما بين الحربين العالميتين.                       |
| بعد انقلاب 1926 في ليتوانيا، شغل يوناس ستوغايتيس وألكساندروس ستولجينسكيس منصب الرئيس بالإنابة من 18 ديسمبر 1926 إلى 19 ديسمبر 1926.                                                                               |                       |                                    |                       |                       |                       | |
| (1) |                       | أنتاناس سميتونا (1874–1944)        | 1926                  | 19 ديسمبر 1926        | 15 يونيو 1940         | قائد غير ديمقراطي سلطوي شغل منصب رئيس الدولة حتى احتلال ليتوانيا من قبل الاتحاد السوفيتي في عام 1940. |
| بعد الاحتلال السوفيتي ولكن قبل دمجها في الاتحاد السوفيتي كجمهورية ليتوانيا الاشتراكية السوفيتية، شغل رئيس الوزراء أنتاناس ميركيس منصب الرئيس بالإنابة حتى تم تنصيب جوستاس باليكيس من قبل السوفييت بعد ثلاثة أيام. |                       |                                    |                       |                       |                       | |
| تم إلغاء المنصب تحت جمهورية ليتوانيا الاشتراكية السوفيتية خلال الاحتلال السوفيتي في الفترة 1940–1990 |                       |                                    |                       |                       |                       | |
| تم الاعتراف لاحقًا بالجنرال يوناس زيميتيس كرئيس بالإنابة من 16 فبراير 1949 إلى 26 نوفمبر 1954. |                       |                                    |                       |                       |                       | |
| تم الاعتراف لاحقًا بالعقيد أدولفاس رامانوسكاس كرئيس بالإنابة من 26 نوفمبر 1954 إلى 29 نوفمبر 1957. |                       |                                    |                       |                       |                       | |
| بعد إعادة استقلال ليتوانيا في عام 1990، ظل المنصب ملغى بموجب القانون الأساسي المؤقت حتى أعيد إنشاؤه بموجب دستور ليتوانيا في عام 1992.                                                                             |                       |                                    |                       |                       |                       | |
| شغل رئيس البرلمان (السيماس) ألغيرداس برازوسكاس منصب الرئيس بالإنابة من 25 نوفمبر 1992 إلى 25 فبراير 1993. |                       |                                    |                       |                       |                       | |
| 4 |                       | ألغيرداس برازوسكاس (1932–2010)     | 1993                  | 25 فبراير 1993        | 25 فبراير 1998        | أول رئيس منتخب مباشرة لجمهورية ليتوانيا.                                                              |
| 5 |                       | فالداس أدامكوس (مواليد 1926)       | 1997–98               | 26 فبراير 1998        | 26 فبراير 2003        | |
| 6 |                       | رولانداس باكساس (مواليد 1956)      | 2002–03               | 26 فبراير 2003        | 6 أبريل 2004          | تم عزله وإزالته من منصبه.                                                                             |
| شغل رئيس البرلمان (السيماس) أرتوراس باولوسكاس منصب الرئيس بالإنابة من 6 أبريل إلى 12 يوليو 2004. |                       |                                    |                       |                       |                       | |
| (5) |                       | فالداس أدامكوس (مواليد 1926)       | 2004                  | 12 يوليو 2004         | 12 يوليو 2009         | |
| 7 |                       | داليا غريباوسكايتي (مواليد 1956)   | 2009 2014             | 12 يوليو 2009         | 12 يوليو 2019         | أول رئيسة لليتوانيا. أصبحت أول رئيس يعاد انتخابه.                                                     |
| 8 |                       | جيتاناس ناوسيدا (مواليد 1964)      | 2019 2024             | 12 يوليو 2019         | شاغل المنصب           | |